# Oncostemum brevipedatum
Oncostemum brevipedatum är en viveväxtart som beskrevs av Carl Christian Mez. Oncostemum brevipedatum ingår i släktet Oncostemum och familjen viveväxter. Inga underarter finns listade i Catalogue of Life.